# Patrie (dirigeable)
Pour les articles homonymes, voir Patrie (homonymie).
Le Patrie est un dirigeable semi-rigide réalisé par l'ingénieur Henri Julliot et les frères Paul et Pierre Lebaudy, en 1906.

## Historique
Fin 1905, les militaires, intéressés après les essais menés avec le dirigeable Lebaudy à Toul passent commande d'un dirigeable similaire mais plus puissant pour un usage militaire. La construction de la structure est réalisée par Lebaudy Frères à Moisson sous la direction de M. Juchmès, tandis que la réalisation de l'enveloppe est confié aux Ateliers Édouard Surcouf à Billancourt.
Il fait son premier vol en novembre 1906, d'une durée d'environ 2 h 20, et devient avec le Jaune l'un des premiers dirigeables militaires de l'armée française.
Le 30 novembre 1907, alors qu'il est amarré près de Verdun à la suite d'une avarie moteur survenue le jour précédent, des rafales violentes de vent l'emportent vers l'ouest. Le dirigeable touche le sol en Irlande avant de s'abimer en mer.

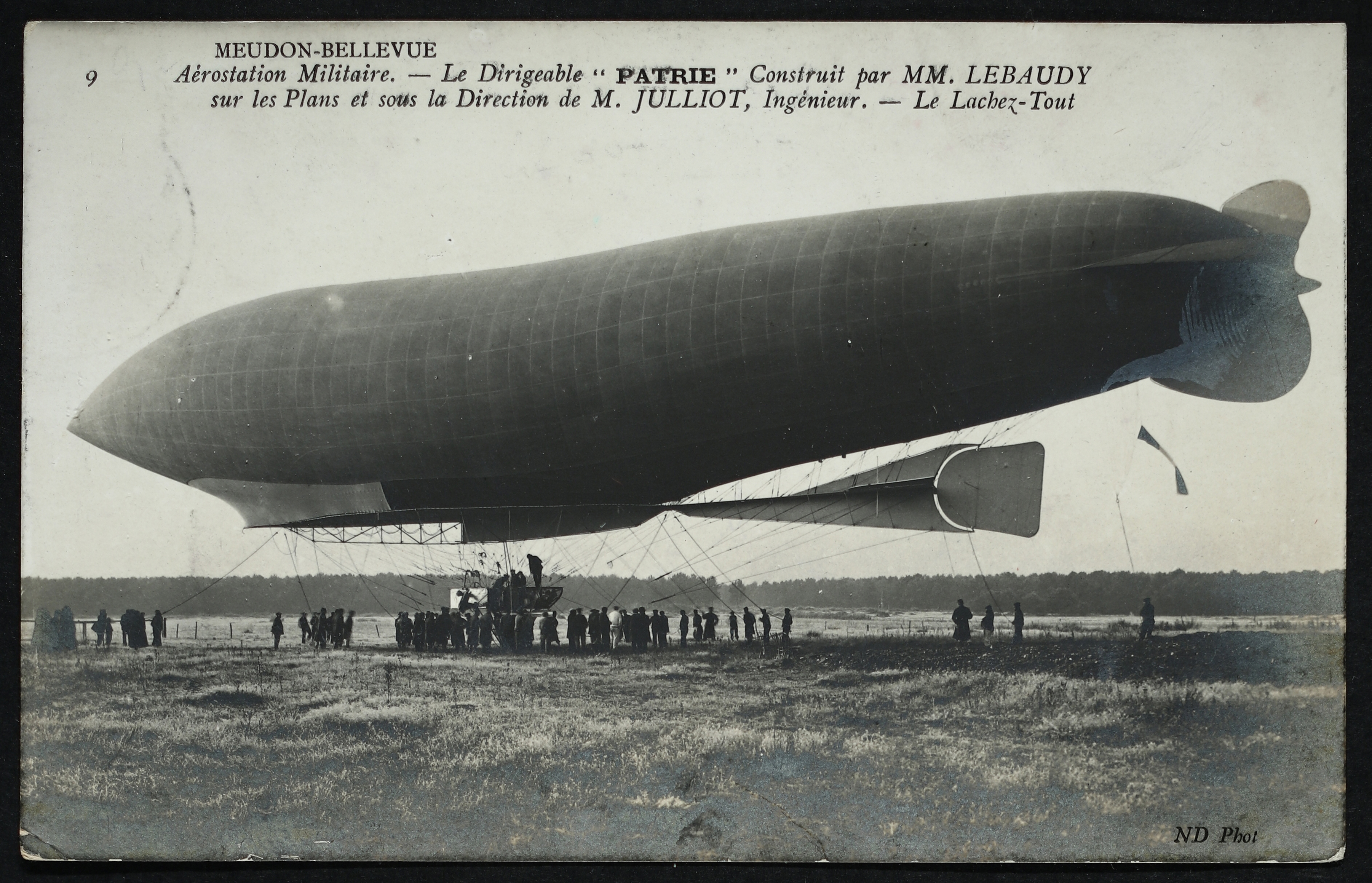
Le dirigeable Patrie, construit par MM. Lebaudy sur les plans et sous la direction de M. Julliot, Ingénieur.

## Descriptif détaillé

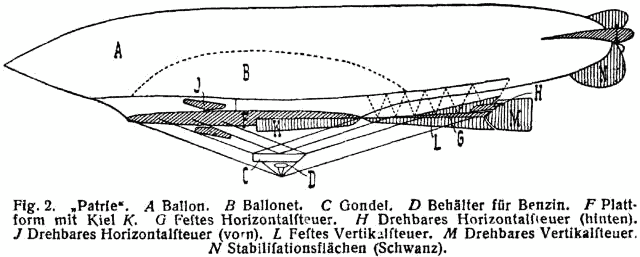
Schéma descriptif du Patrie.

## Notoriété
Il fait l'objet d'un film, Le Ballon dirigeable « Le Patrie » en 1907.